# Sebastian Eriksson
Sebastian Anders Fredrik Eriksson, född 31 januari 1989, är en svensk före detta fotbollsspelare.

## Klubbkarriär
Eriksson kom till IFK Göteborgs ungdomslag 2006. Den 11 december 2007 skrev han på ett 4-årskontrakt med IFK Göteborg. Eriksson gjorde allsvensk debut 6 april 2008 i IFK Göteborgs segermatch över Örebro SK. 
Efter att IFK Göteborgs ordinarie lagkapten Adam Johansson blivit skadad i matchen mot AIK på bortaplan 2009, utsågs Eriksson till ny lagkapten i matchen mot Trelleborgs FF i den 15:e omgången. Han fortsatte därefter att vara kapten under de efterföljande omgångarna.
Den 31 juli 2016 gjorde Eriksson sin tvåhundrade a-lagsmatch för IFK Göteborg.
Den 26 augusti 2011 blev det klart att Cagliari lånade Sebastian Eriksson fram till sommaren 2012 med en option att köpa honom då, detta trots att han besvärades av en korsbandsskada. Eriksson återvände till IFK Göteborg från Cagliari som lån 2015. Lånekontraktet innehöll en köpoption, som IFK Göteborg löste ut i juni 2015 och därmed gjorde köpet av Sebastian Eriksson från Cagliari permanent.
Den 27 juni 2018 värvades Eriksson av grekiska Panetolikos. I januari 2019 kom Eriksson och klubben överens om att bryta kontraktet. Den 18 februari 2019 återvände Eriksson till IFK Göteborg, där han skrev på ett treårskontrakt.
Den 23 januari 2020 värvades Eriksson av italienska Genoa. Den 24 augusti 2020 återvände Eriksson till IFK Göteborg. I mitten av november 2023 meddelade Sportbladet att Eriksson inte kommer att förlänga sitt kontrakt med ”Änglarna”.
Den 28 februari 2024 meddelade Eriksson att han avslutar sin karriär.

## Landslagskarriär
Eriksson var reserv på hemmaplan i U21-EM sommaren 2009. Eriksson debuterade i A-landslaget under vinterturnén 2010 i en träningsmatch mot Oman den 20 januari 2010.